# Oxymycterus caparoae
Oxymycterus caparoae é uma espécie de roedor da família Cricetidae. Endêmica do Brasil, onde pode ser encontrada nos estados do Espírito Santo, Minas Gerais e Rio de Janeiro.